# Ove Rönn

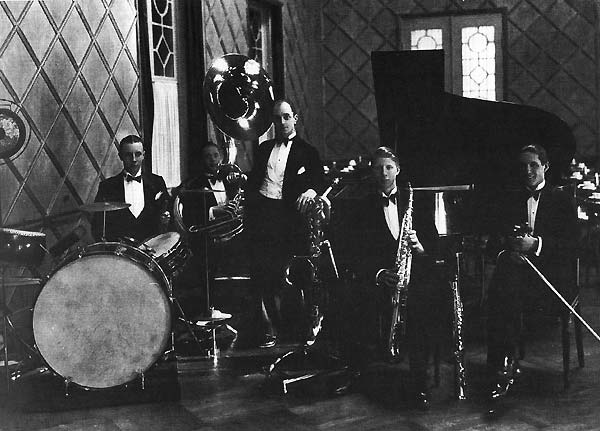
Gösta Hedéns jazzorkester på Trädgårdsföreningens restaurang i Göteborg. Framför flygeln bröderna Ove Rönn och Kai Rönn.

Ove Rönn, född 1 maj 1911 i Göteborg, död 25 oktober 1999 i Stockholm, var en svensk musiker (saxofon).
Rönn har i film medverkat i några roller som musiker. 

## Filmografi (urval)
- 1940 – Swing it, magistern!
- 1941 – Hem från Babylon
- 1942 – Stinsen på Lyckås
- 1943 – En melodi om våren